# Stir it up
Stir it up is een single van Bob Marley & The Wailers uit 1979. Het nummer bereikte de tweede plaats in de Nederlandse Top 40, een van drie opeenvolgende nummer 2-hits voor Marley in Nederland.

## Geschiedenis
Stir it up werd in 1967 geschreven door Bob Marley voor zijn vrouw Rita. In 1972 had de Amerikaanse zanger Johnny Nash er een grote hit mee in de VS en Groot-Brittannië, waar het nummer de top 15 haalde. Een jaar later nam Marley het zelf op voor zijn album Catch a fire. Deze studioversie is nooit op single uitgebracht.
In juli 1975 speelden Marley en zijn Wailers het nummer tijdens de concerten in The Lyceum Ballroom waarvan later het album Live! verscheen. Een bijzondere rol in het nummer was weggelegd voor toetsenist Tyrone Downie. Stir it up was echter het enige nummer uit het concert dat niét op de lp was terechtgekomen. Dat werd drie jaar later rechtgezet bij het verschijnen van het live-album Babylon by Bus, waar de Lyceum-opname van Stir it up aan was toegevoegd.
De Nederlander Evert Wilbrink was destijds in Nederland verantwoordelijk voor de releases van Bob Marley. Wilbrink leidde de Nederlandse vestiging van Island Records, dat gedistribueerd werd door Ariola Benelux. Wilbrink had naar eigen zeggen veel vrijheid om te bepalen welke lp's en singles hij uitbracht en hij maakte van die vrijheid gebruik door de live-versie van Stir it up in 1979 uit te brengen op single. De hoofdvestiging van Island in Londen was het daar echter niet mee eens en wilde de release verbieden, maar Wilbrink verdedigde zich door te zeggen dat Stir it up inmiddels in de Nederlandse top 10 stond.
De nummer 2-notering van Stir it up (en zelfs een nummer 1-notering in de hitlijst die door TopPop werd gebruikt) waren voor Island in Londen niet genoeg om de single wereldwijd uit te brengen. De Nederlandse single-versie is dan ook nooit officieel in het buitenland uitgebracht.

## Hitnotering

### Nederlandse Top 40
Boney M. zette Bob Marley de voet dwars in het halen van de eerste plaats. Hun Hooray! Hooray! It's a Holi-Holiday hield weken een eerste plaats vast.
| Positie: | 31 | 23 | 18 | 13 | 6 | 4 | 3 | 2 | 3 | 7 | 15 | 24 | uit |

### NederlandseNationale Hitparade top 50
| Positie: | 39 | 22 | 25 | 17 | 11 | 7 | 6 | 4 | 9 | 7 | 10 | 17 | 23 | 32 | 43 | uit |

### BelgischeBRT Top 30
| Positie: | 22 | 14 | 12 | 8 | 12 | 10 | 13 | 16 | 26 | 26 | uit |

### VlaamseUltratop 30
| Positie: | 21 | 15 | 13 | 12 | 11 | 10 | 13 | 16 | 28 | uit |

### NPO Radio 2 Top 2000
| Nummer met noteringen in de NPO Radio 2 Top 2000 | '99 | '00 | '01 | '02 | '03 | '04 | '05 | '06 | '07 | '08 | '09 | '10 | '11 | '12 | '13 | '14  | '15  | '16  | '17  | '18  | '19  | '20  | '21  | '22  | '23  | '24  |
| ------------------------------------------------ | --- | --- | --- | --- | --- | --- | --- | --- | --- | --- | --- | --- | --- | --- | --- | ---- | ---- | ---- | ---- | ---- | ---- | ---- | ---- | ---- | ---- | ---- |
| Stir It Up                                       | 625 | -   | 768 | 666 | 595 | 392 | 588 | 661 | 611 | 578 | 641 | 554 | 644 | 721 | 764 | 1011 | 1223 | 1226 | 1355 | 1111 | 1181 | 1274 | 1244 | 1527 | 1524 | 1580 |

1. ↑  Een '-' betekent dat het nummer niet was genoteerd en een vetgedrukt getal geeft de hoogste notering aan.

## Andere uitvoeringen
In 1993 verscheen Stir it up als track 3 op de soundtrack van Cool Runnings. De filmversie was echter van de Jamaicaanse zangeres Diana King. Verder is het op plaat gezet door;
- Dread Zeppelin op hun album 5,000,000 uit 1991.
- Haddaway op zijn gelijknamige debuutalbum uit 1993.
- Gilberto Gil op zijn live-album Quanta Live uit 1988. Hij won er een Grammy Award mee.
- Junior Kelly gebruikte de riddim (backing-track) voor zijn single Love So Nice uit 2001.

Bob Marley · Junior Braithwaite · Beverley Kelso · Bunny Wailer · Peter Tosh · Cherry Smith · Constantine "Vision" Walker · Earl "Chinna" Smith · Aston Barrett · Joe Higgs · Earl Lindo · Carlton Barrett · Al Anderson · Alvin Patterson · Junior Marvin · Donald Kinsey · Tyrone Downie · I Threes (Rita Marley · Marcia Griffiths · Judy Mowatt)